# 照明

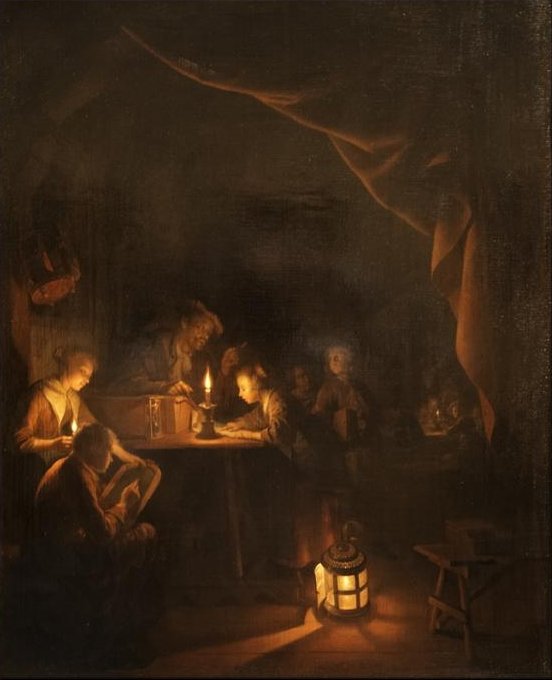
夜間学校の照明。1660年

照明（しょうめい、英: lighting）は、
- 光で照らして明るくすること。
- 光を発して光を利用する技術。
- 人工照明によって物を見やすくする技術。
- 舞台芸術、映画撮影、写真撮影などで、照明プランを作り、照明機材の設置や操作を行うこと。またはその職業。「ライティング」と呼ばれることもある[1]。

## 概説

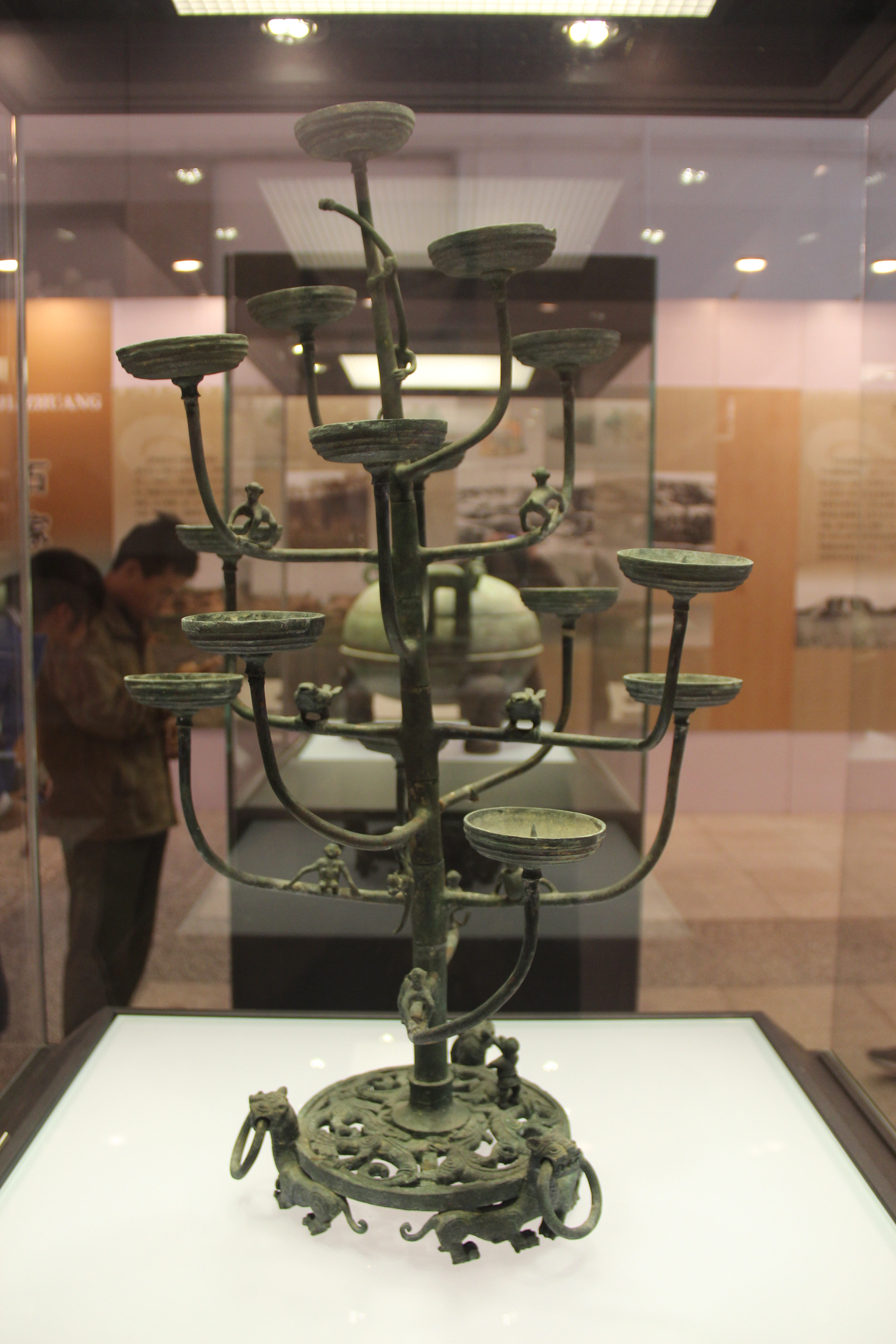
中国の連枝燈

照明は、ランプ、アーク灯、白熱電球、蛍光灯、LEDなど、多種多様な照明器具が発する光（人工光）によるものを指す。カーテンやブラインドによって外光を遮ったり、照明器具によって発せられる光の強さや方向を調節することを調光という。広義には自然光（太陽光や月光）の利用も含めて照明と呼ぶ。
良い照明というのは、場面ごとにことなるが、おおむね、適切な照度・輝度（明るすぎず、暗すぎず）、適度な明るさの対比、適切な色彩（演色性、色温度）、視野に明るすぎる光源や（グレア）、不愉快な反射が無いことなどの条件が挙げられる。
照明を行う場所によって、屋外照明、屋内照明、施設照明、店舗照明、舞台照明、水中照明などと分類することがある。
また、照明を行う目的によって、作業照明、展示照明、ムード照明、防犯照明、景観照明などと分類することもある。
照明をデザインする職業としては照明デザイナー（ライティングデザイナー、撮影監督）がある。

## 歴史

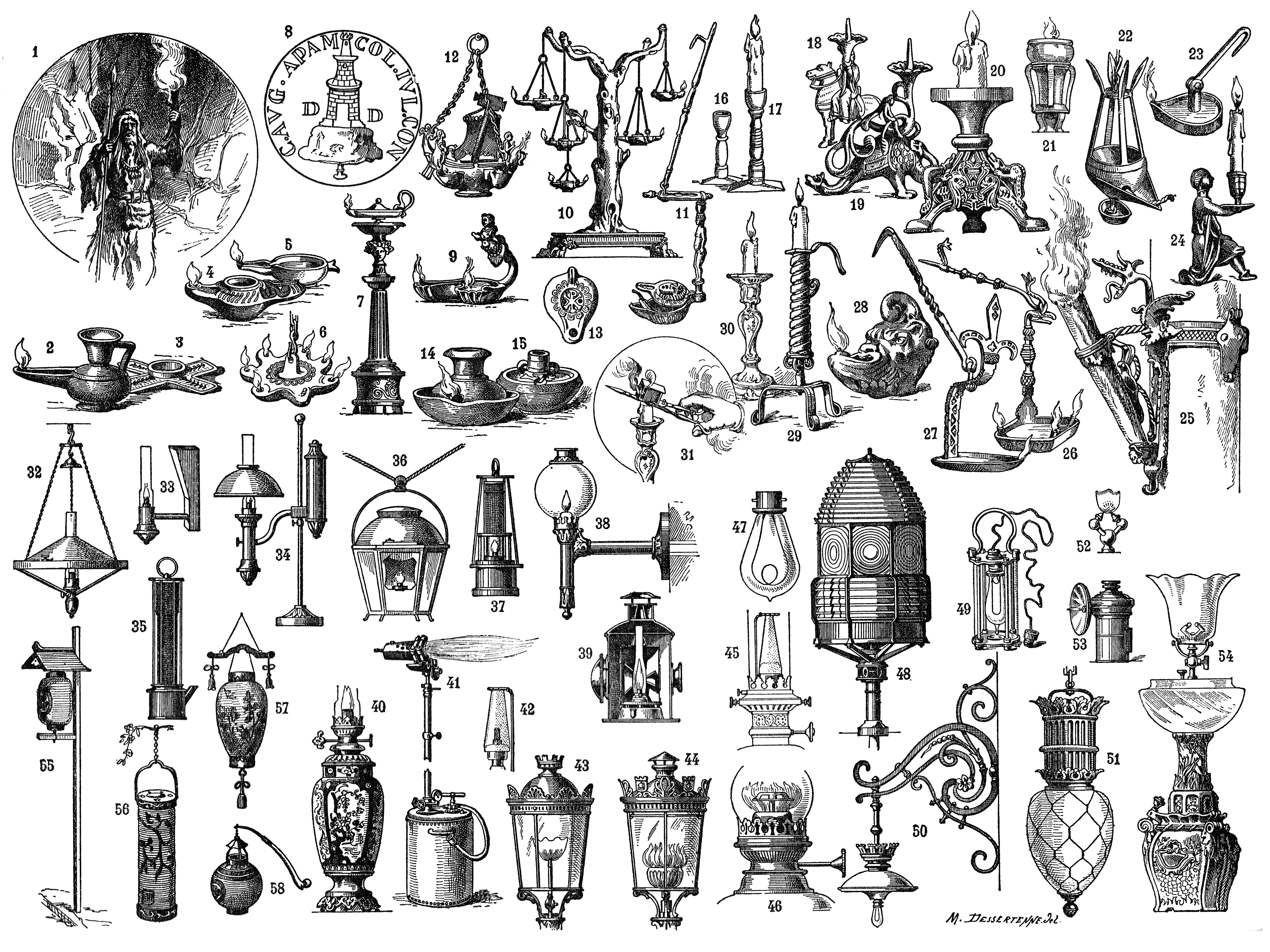
Nouveau Larousse Illustré, tome 4（『図解 新ラルース、第四巻』、1900年ころ出版。）のEclairage（照明）の記事の図解。 先史時代から近・現代に至る照明の歴史の図。 1. 先史時代 　2-3. 古代エジプト 　4-5. アッシリア　 6-13. 古代ローマ...

石器時代・先史時代
たき火、松明（たいまつ）など。
古代
古代では、屋外ではかがり火、松明など、屋内ではオイルランプによる照明が主流だった。植物油をランプに入れて、とがった口から「こより」や「紐」状の芯を差し込んで点灯する。芯の太さで炎の大きさ、明るさが変わる。消灯は芯の先端を単純に吹き消す。植物油は、植物を絞って得ることができ調達が比較的容易であり、匂いもあまり気にならず、扱いやすい。地中海世界ではオリーブの栽培がさかんであったのでオリーブオイルの調達が容易であった。
現代でも使われている地域がある。
- 松明を持つ女性が描かれた古代ギリシアの壺（紀元前440年ころのもの）

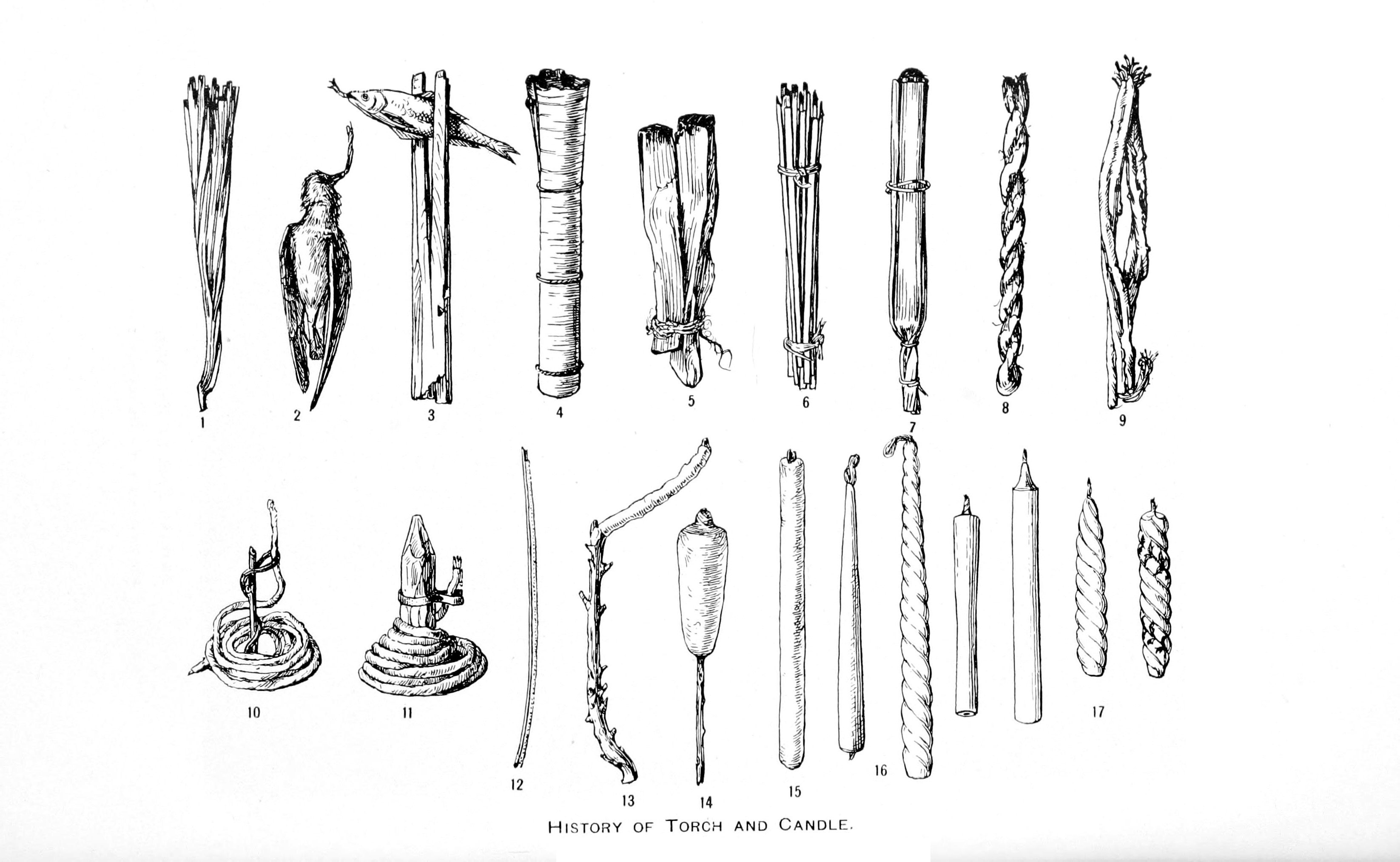
松明からろうそくへの歴史的な進化（変化）や工夫がわかる図。4-7あたりが、いわゆる植物素材の「たいまつ」のバリエーション。8 - 14あたりが、たいまつからロウソクへの過渡期の試行錯誤。15以降 はろうそくの仲間。

ろうそくは古代にも存在したが、コストがオイルランプに比べて高くなりがちであった。
中世 - ルネサンス期
ひきつづき屋外では松明、屋内ではオイルランプなど。ヨーロッパでは中世あたりからろうそくも普及した。
- 松明の販売業者。ヨーロッパ中世の写本『健康全書』の挿絵（この写本自体は14世紀のもの）
- ろうそくで患者の口腔を確認する歯科医（1660年ころ）
- 1670年ころの油絵

日本の中世や江戸時代
日本では野外では松明、灯籠、提灯（ちょうちん）は庭園でも玄関でも屋外を移動する時でも使われた。屋内では行灯やろうそくなど。
- 石灯籠
- 日本の職人が提灯を作っているところ（1890年ころ、明治時代の写真）

近代
ランプの風除けにガラスが用いられるようになった。また、ガスを利用したガス灯なども利用されるようになった。
- ガス・ランタン
- ガスランタンのマントル

19世紀
- アーク灯が、19世紀初頭（に使われ始めた。

- 白熱電球が1860年にジョゼフ・スワンにより発明された。ただしスワンの電球はフィラメントの経が4mmもあり様々な難があり、普及しなかった。後から電球の研究に参入したトーマス・エジソンは、さまざまな素材のフィラメントを試し、連続1,000時間を超える点灯にも成功、1879年や1880年に特許を取得し、本格的な商用化と大量生産とを実現し、世界中に広まった。

- アーク灯
- 白熱灯を用いた照明器具

20世紀
- 蛍光灯は、1938年に実用化された。はじめは、高価だったため軍用のみに使用された。1950年代以降は一般家庭でも一部で使用されるようになった。

1980年代以降
蛍光灯の他、施設や店舗用では発光効率の高いHIDランプなどが使用されるようになった。
2010年代以降
新たな照明として、施設や家庭などで白熱電球に比べて環境負荷が少なく発光効率の高いLED照明が使用されるようになり、蛍光灯は一般照明としての使用はかなり控えられるようになっている。

### 照明の世代
照明業界では、歴史上主流となった照明の種類を次のように世代という言葉で表している。
- 第1世代 - 火（焚き火・松明・オイルランプ・ろうそく・ガス灯など）
- 第2世代 - 白熱電球
- 第3世代 - 蛍光灯
- 第4世代 - LED

約60年ごとに大きな発明があった。1879年には白熱電球が、1938年には蛍光灯が、そして1996年には現在のLED照明の原型となる白色LEDが誕生している。他にも電気照明として、アーク灯、水銀灯、ナトリウムランプ、無電極ランプなど様々なものがある。

## 照明方式の分類
光源と作業面との関係で、次の3つに分類される。
直接照明
光源からの直接光で作業面を照らすもの。一番効率が良いが、照度が不均一になりやすく、まぶしさを感じて目が疲れやすい場合がある。
間接照明
光源からの直接光を使用せず、壁面・天井面などで反射（バウンス）させてから作業面を照らすもの。効率は悪くなるが、面光源のようになるため照度を均一にしやすく、雰囲気のある照明が可能である。影の輪郭がはっきりせず、影自体も薄くなる。
半間接照明
直接光と反射光を組み合わせて作業面を照らすもの。
また、作業面と室内の他の部分との関係で次の3つに分類される。
全般照明
室内全体を均一の照度になるように、一定の間隔で照明器具を配置するもの。
局部照明
作業に必要な部分のみ照明を行うもの。省エネルギーの効果があるが、照度が不均一になるため目が疲れやすくなる。
全般局部併用照明
全般照明と局部照明を併用するもの。
他に「バックライト」と呼び、透過式のメーターや液晶ディスプレイのように、空間を明るくするのではない使い方もある。

### 場所・目的による分類

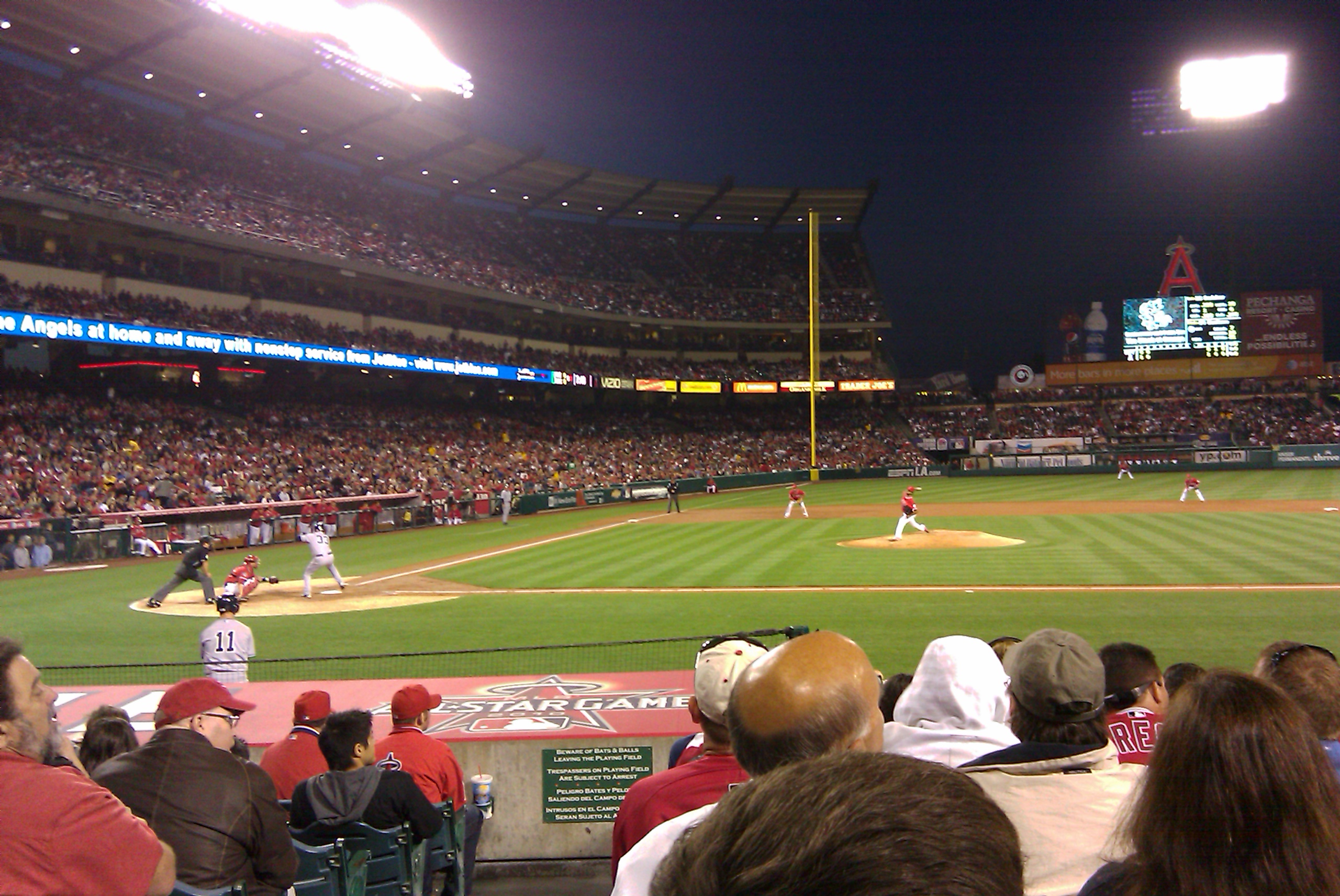
ロサンゼルス・エンゼルスのホーム球場、エンゼル・スタジアム・オブ・アナハイムの照明

建築照明
家庭用室内照明
国により、夜間照明の考え方が異なる。欧米では夜は基本は少し暗めの部屋で過ごす。
日本の大衆の家庭では、夜でも白っぽい高照度の照明が好まれる。
- 浴室用照明 - 湯気にさらされても大丈夫なように防湿設計になっている。

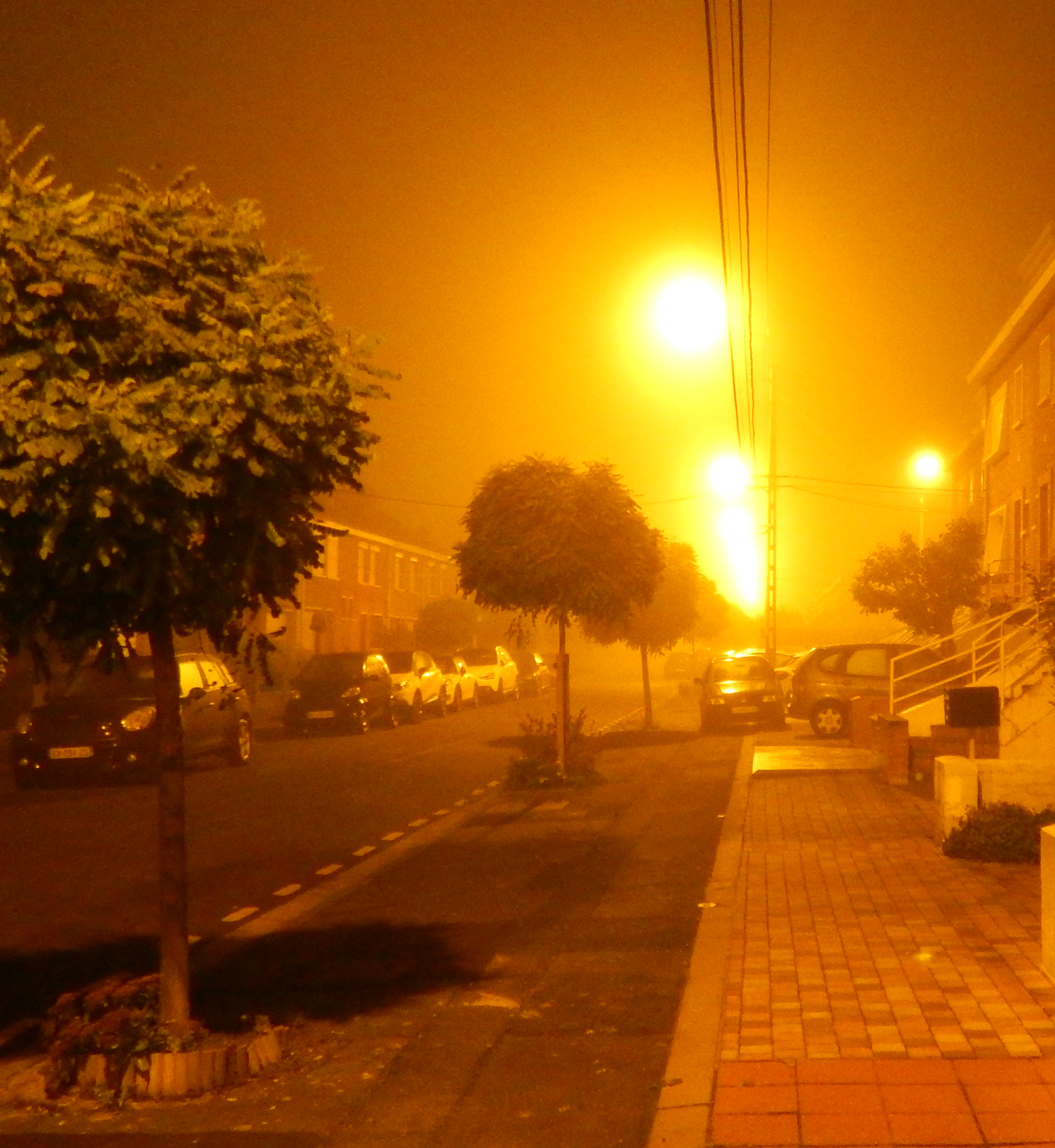
街路照明。（フランス、リールにて。

街路照明、道路照明
街路照明は、歩行の安全に必要とされ、また防犯効果もある。
道路照明は車道や歩道を明るくする。適度の道路照明は事故を減らす。ランニングコスト重視で、演色性はあまり重視されない。ヨーロッパでは黄色やオレンジ色の光の照明が主流。日本では白色系が主流であるが高速道路やトンネル内ではオレンジ色も多用する。照明器具の意匠は環境にマッチしたものを使うことが多い。ランプは寿命の長い高圧放電灯を使うことが多い。
庭園照明
夜間にも観賞者がいる場合、植栽が美しく見えるように照明を当てる。器具はスポットライトや庭園灯など。防雨設計のものを用いる。

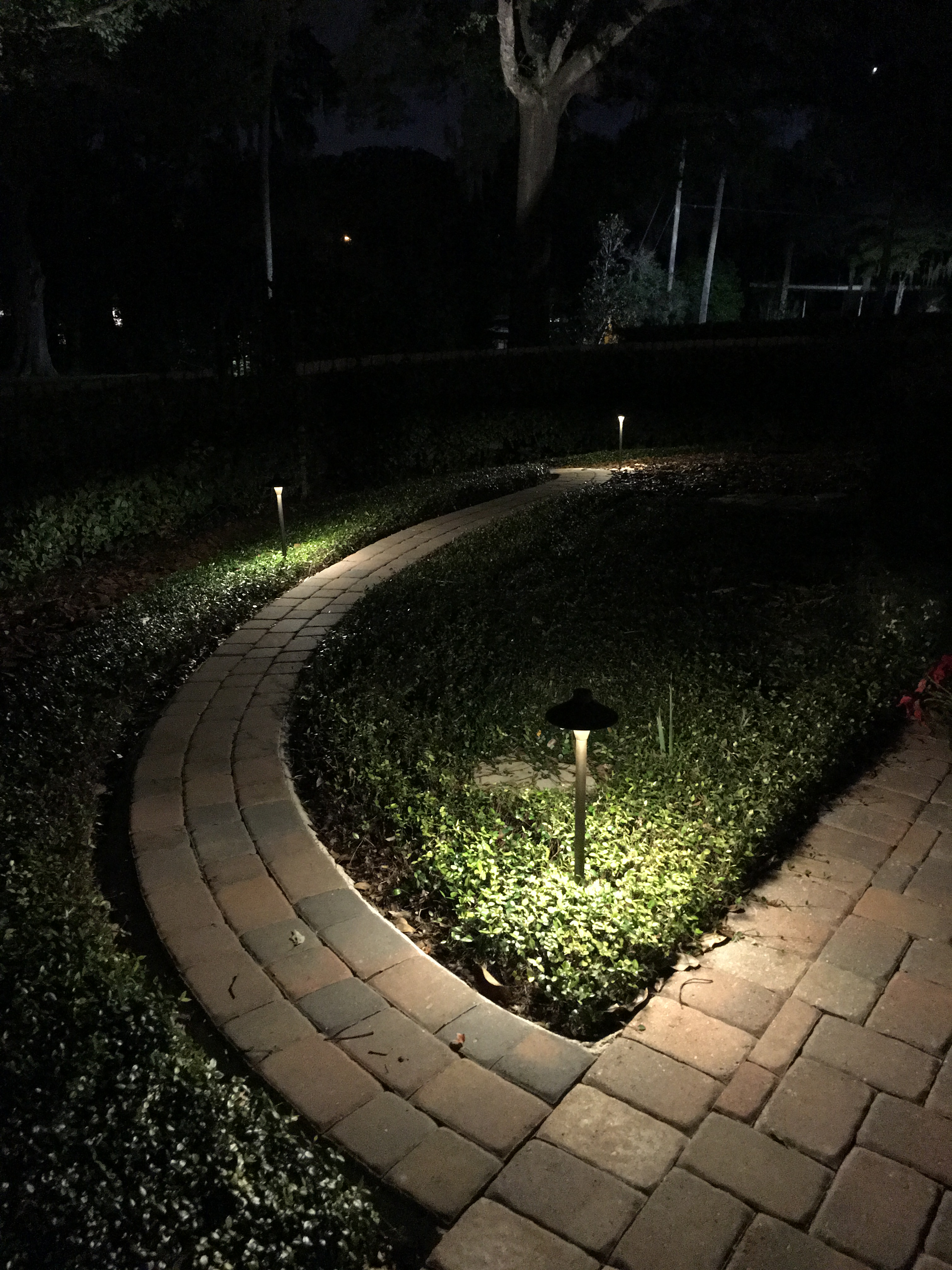
庭園のフットライティング（足元の照明）
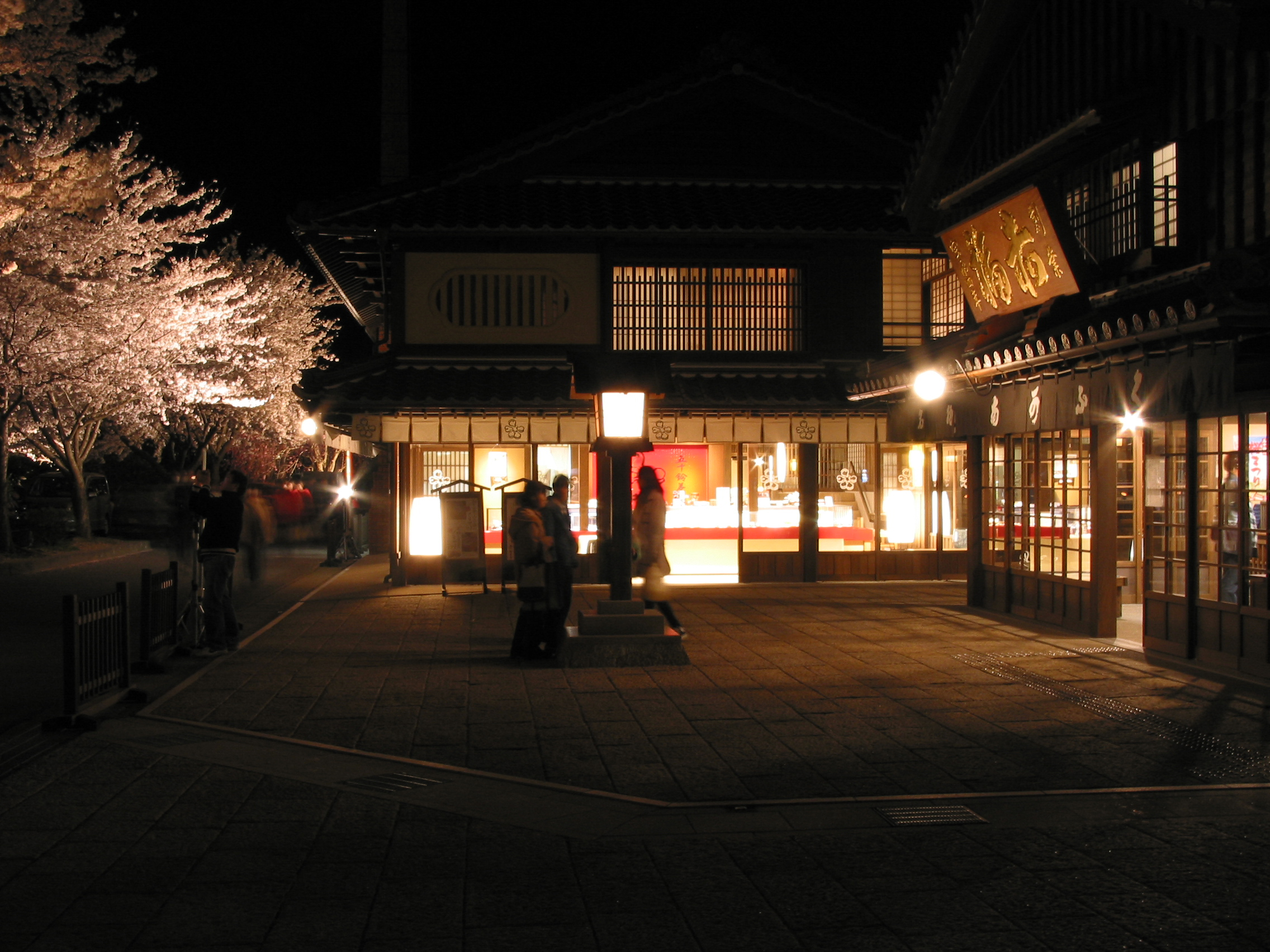
日本の夜桜のイルミネーション（三重県伊勢市おはらい町）
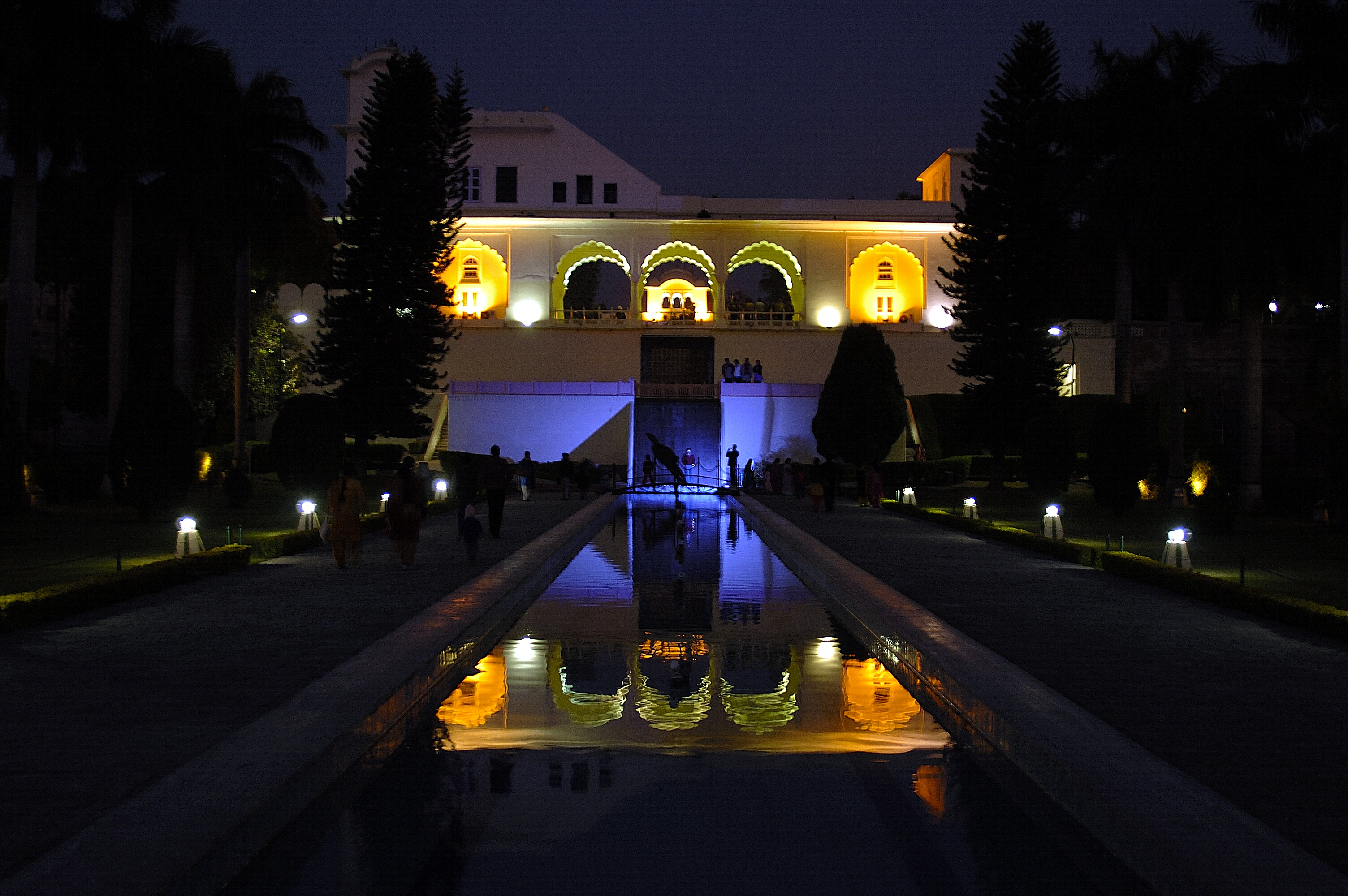
インドの庭園の照明例

店舗照明
商品ごとに適した照明があり、たとえば、生鮮食料品店では、肉類、野菜類などの種類ごとに、赤みが美しく強調される照明、緑色が強調される照明などを細やかに使いわける手法がここ数十年で普及した。器具は店舗の空間を演出する意匠や配光になっている。
工場内照明
工場内の作業が安全に行えることや、作業の効率が上がることが重視される。器具は、高天井やランプ交換がしにくい天井などに取りつけるので、ランプは寿命を重視し、寿命の長い高圧放電灯を使うことが多い。演色性は重視されない事が多い。
展示照明
博物館や美術館の展示室で行われる照明を展示照明と言う。展示照明では、明るさの均一さ、グレア（まぶしさ）の低減、演色性、紫外線や赤外線の除去による展示品の劣化の防止などが行われる。展示品が光で劣化しやすい場合は、展示室全体の照度を落とし、うす暗くする場合もある。 

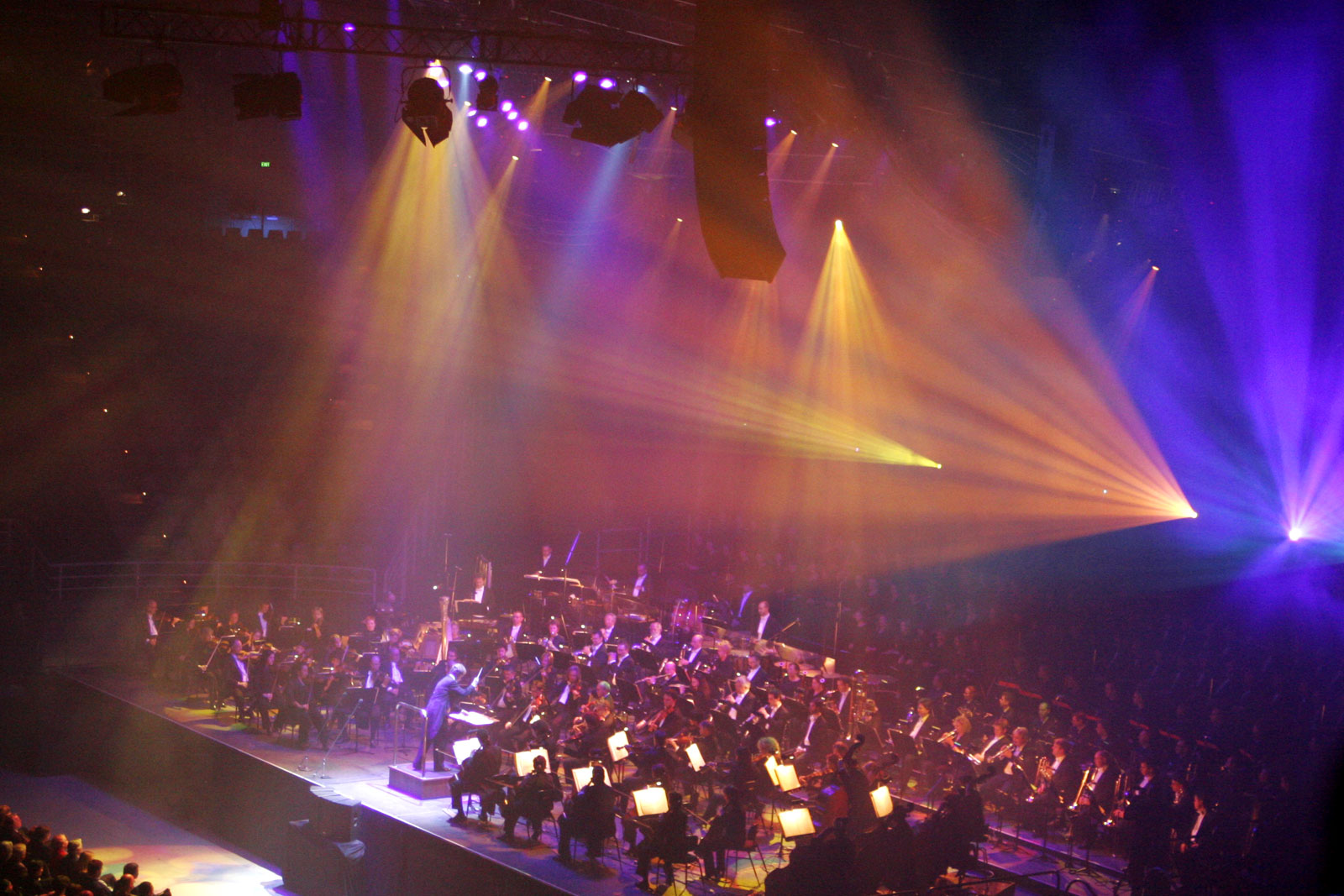
ステージ照明

舞台照明
トップライト、バックライト、フットライト、スポットライトなど様々な照明技術を駆使して、舞台上の俳優が演ずる人物の性格を視覚的に印象づけたり、舞台空間のムードづくりや意味づけ等々を行う。器具としては、スポットライト、ホリゾントライトライト、カラーフィルムを使用した特殊器具などがある。
スポーツ施設照明
施設で行われるスポーツがしやすいように配慮した照明。野球場の場合、空中を飛ぶボールも複数のライトが照らすように、あらかじめ綿密な照明設計を行っている。設置後、グランド内の各場所での視認性のチェックを行う。ランプは寿命の長い高輝度放電灯（主にメタルハライドランプ）を使うことが多く、演色性もある程度考慮される。競技中まぶしくなりにくいよう設置される。
手術室用照明
施術者の手、手術道具類が、患者の患部などに影を落とさないように「手術用照明灯」（無影灯）が用いられる。
など

## 照明器具

### 器具の種類

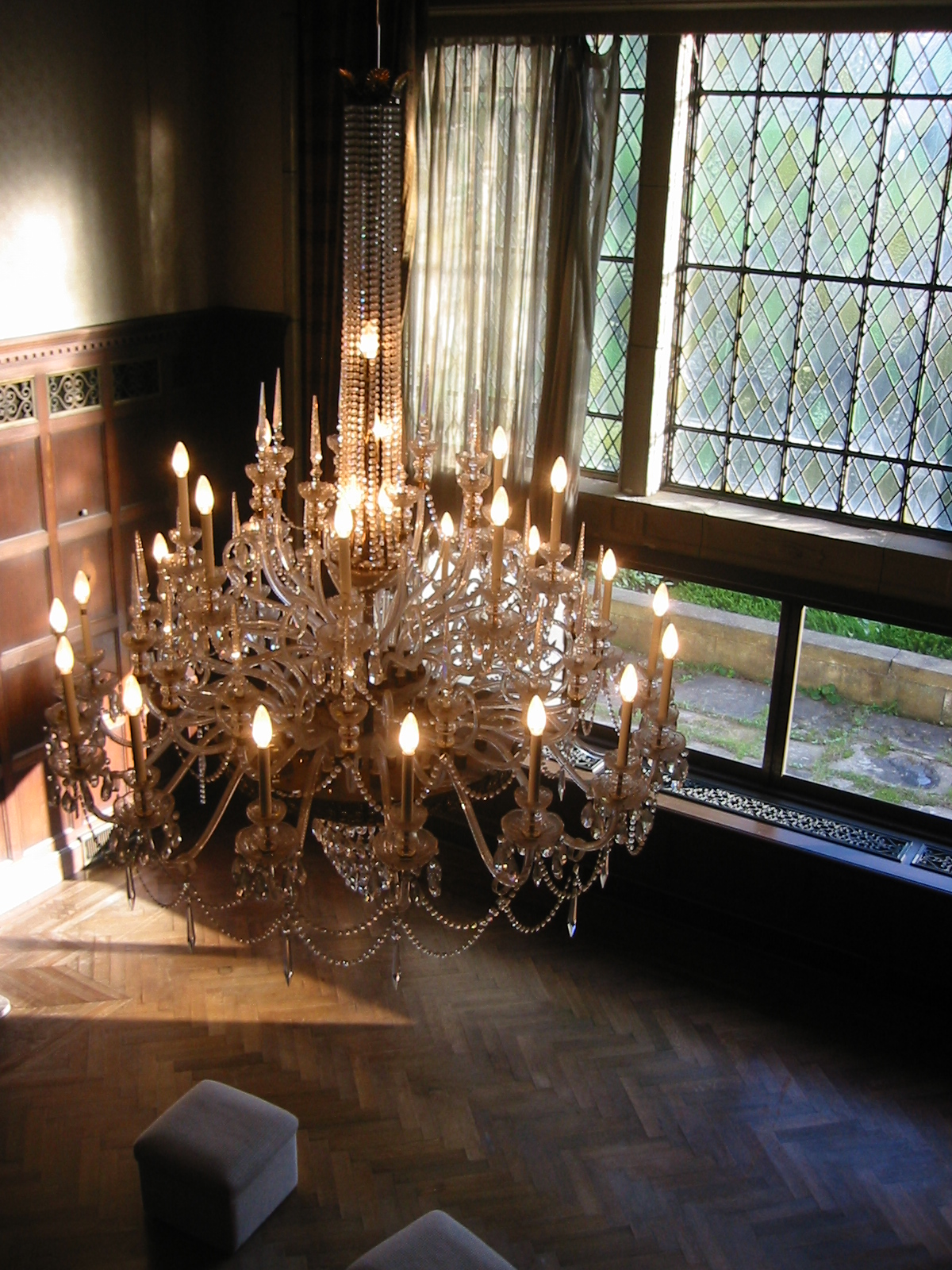
旧乾邸のシャンデリアとステンドグラス

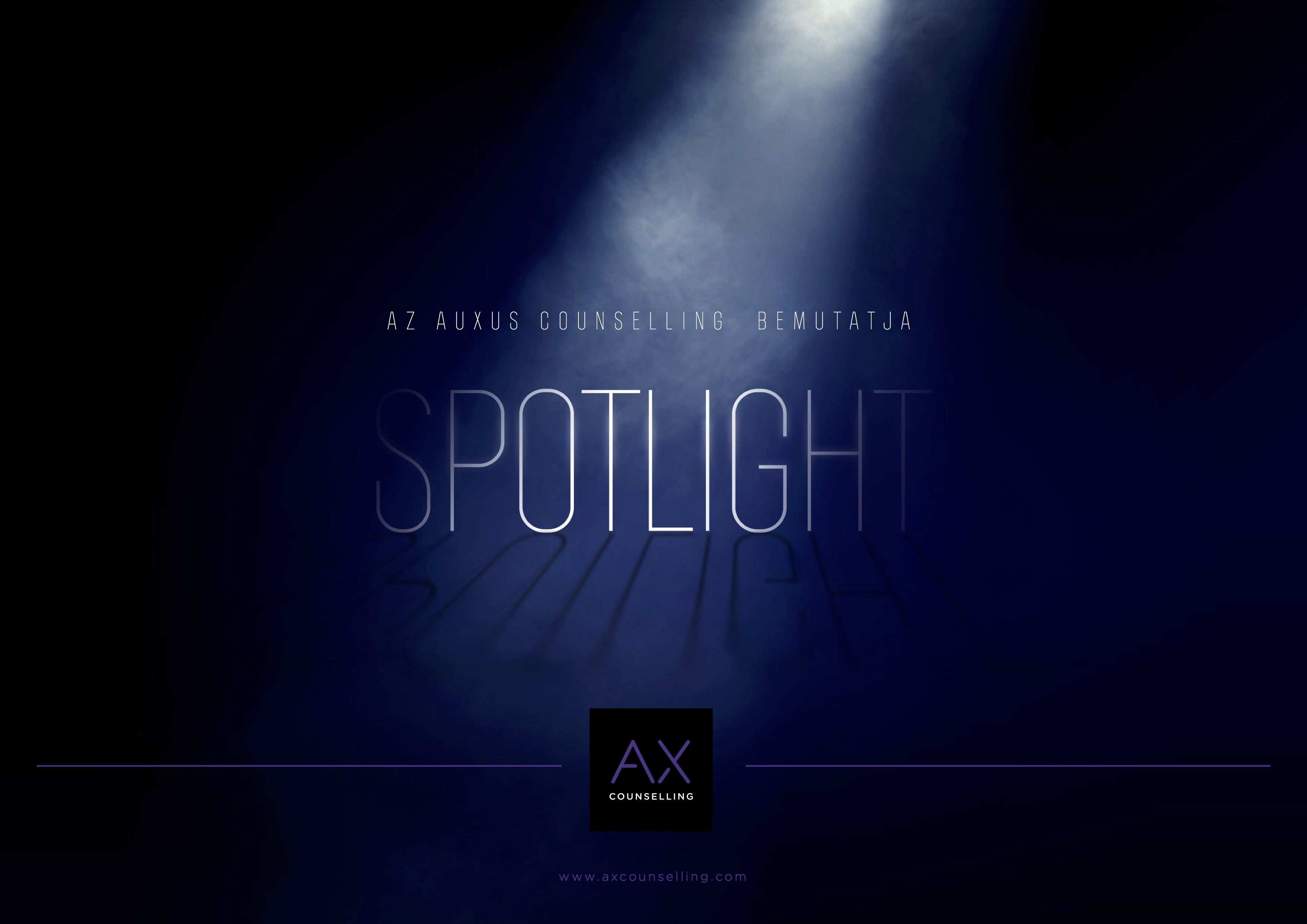
スポットライト

キャンドル
ランプ
街灯
古くはガス灯やアーク灯、後に水銀灯や蛍光灯、近年ではLED照明などといった種類がある。
投光器(en)
スポーツスタジアム、工事現場、戦車などで、広範囲を明るく照らす装置。
ダウンライト
天井へ埋め込んで真下を照らす照明。天井面から壁面を斜めに照らすウォールウォッシャー型のタイプもある。
ペンダントライト
部屋の天井からぶら下げるタイプの照明。
ブラケットライト
壁面に取り付けるタイプの照明。
シーリングライト
天井面に直接付けるタイプの照明。
安全灯
炭鉱などで燃焼ガスに引火しないように空気流入量が調整された照明。
舞台用照明
スポットライト - 一部分を集中して照らす照明。
ホリゾントライト、フットライトなど詳しくは舞台照明の項を参照。
レーザー - 発振源を高速で動かして、スクリーンやスモーク中にパターンを描く。
映像照明
映像業界で主に使われる照明。
サーチライト
特定の物を追いかけながら集中して照らす照明。遠方に届く強力で指向性の高い物。
電気スタンド
懐中電灯
バリライト

#### 日本
灯台（とうだい）
室内を照らす照明器具で、支柱の上に皿を乗せ、灯油を満たして紐状の灯心に火をつける。
灯籠（とうろう）
外部を明るくする為の照明。内部に蝋燭を入れ障子紙で火が消えないように工夫している。蝋燭の光が障子を通して外を照らす。昔の外灯。材質は木又は石
行灯（あんどん）
灯明の周囲を枠で囲み、障子紙を貼ったもの。主に室内で使用されるが看板として店の軒先に掛けたものもある。
提灯（ちょうちん）
竹ひごを筒状に組みその周囲に障子紙を張ったもの中に蝋燭が入っている。持ちながら歩いて道中の明かりに、家の前にかけて外灯にもなる。発展形として龕灯がある。
国民ソケット
電球を直接取り付けるためのソケット。
その他
目明し・強盗・忍者などが使った龕灯（強盗提灯）、入子火などが使われた。忍者は、これらの照明で通信も行った。
など

## 近年の動向
近年は白熱電球及び蛍光灯より消費電力が少なく、かつ長寿命でランプ交換も不要なLED照明が急速に普及している。こうした事から照明器具メーカー各社は従来型照明器具の生産を大幅縮小してLED器具への移行を進めており、中でも照明器具国内シェアトップのパナソニックは業界の先陣を切って「蛍光灯及び白熱電球を用いる一般住宅向け従来型照明器具生産は2015年度限りで終了し、今後はLEDへ完全移行する」旨を公式発表した（卓上型の電球及び蛍光灯器具については2011年限りで生産を終了しLEDへの移行完了。なお蛍光ランプ・電球型蛍光ランプ・ミニクリプトン球・特殊用途電球などの一部白熱球については今後も交換用途に絞って生産を継続。2014年3月4日付の朝日新聞及び日本経済新聞経済面記事にて報道）。こうした「脱蛍光灯」の動きは今後国内他社にも広がる可能性がある。なお白熱電球生産は（一部特殊用途を除き）2012年度を以て国内メーカー全社が完全終了した。また、インターネットの発達により、IoTを活用してスマートフォンやスマートスピーカーで照明の明るさや色を操作することも可能になっている。

## 照明関連職と表彰・資格・組織・イベント

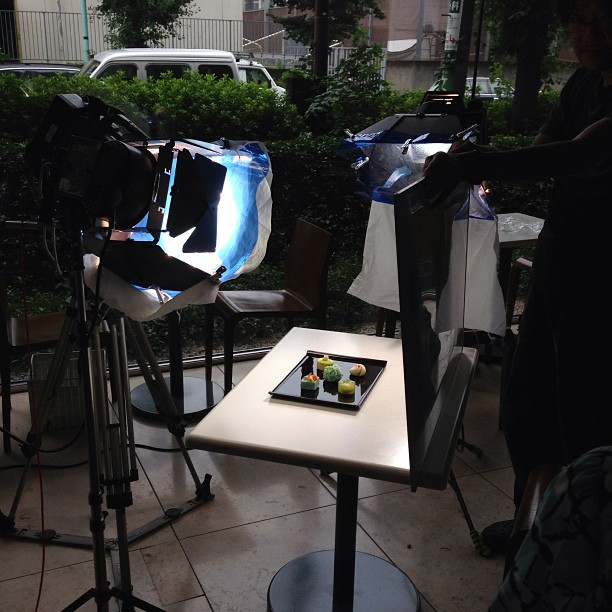
グルメ番組撮影の照明

- ライティングディレクター - テレビ
- 照明技師 - 映画
- ガファー（英語版） - 英語圏での照明スタッフ
- ライティングエンジニア - 建築照明

組織
- 国際照明委員会
- 社団法人照明学会
- 公益社団法人日本照明家協会
- 国際照明デザイナー協会（英語版）
- 一般社団法人日本照明工業会(JLMA)
- 照明工業会（英語版）
- Institution of Lighting Professionals（英語版）
- 日本映画テレビ照明協会

資格
- 電気工事士
- 照明士 - 社団法人照明学会が認定する
- 照明技術者 - 公益社団法人日本照明家協会が舞台・テレビ撮影での照明技術を認定する。
- 建築物環境衛生管理技術者 - 通称ビル管理技術者。建築物の照明技術を認定する国家資格。
- Master electrician（英語版） - Entertainment Services and Technology Association（英語版）が認定。

表彰
- トニー賞のトニーアワード照明デザイン賞（英語版）にてアメリカの演劇とミュージカルにおける照明を表彰する。
- ローレンス・オリヴィエ賞の舞台照明の賞Laurence Olivier Award for Best Lighting Design（英語版）
- 照明デザイン賞・照明技術開発賞 - 社団法人照明学会による表彰
- Illumination Awards - 北米照明学会（Illuminating Engineering Society of North America）が表彰する。

イベント
- 照明まつり - 日本映画テレビ照明協会が開催し、表彰や機材の展示が行われる。
- イルミネーション
- 光のページェント

## ギャラリー

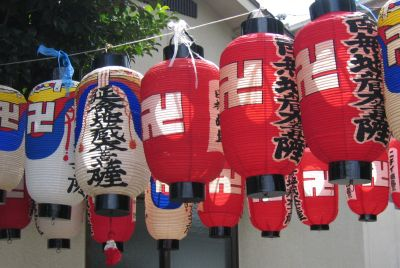
地蔵盆の提灯
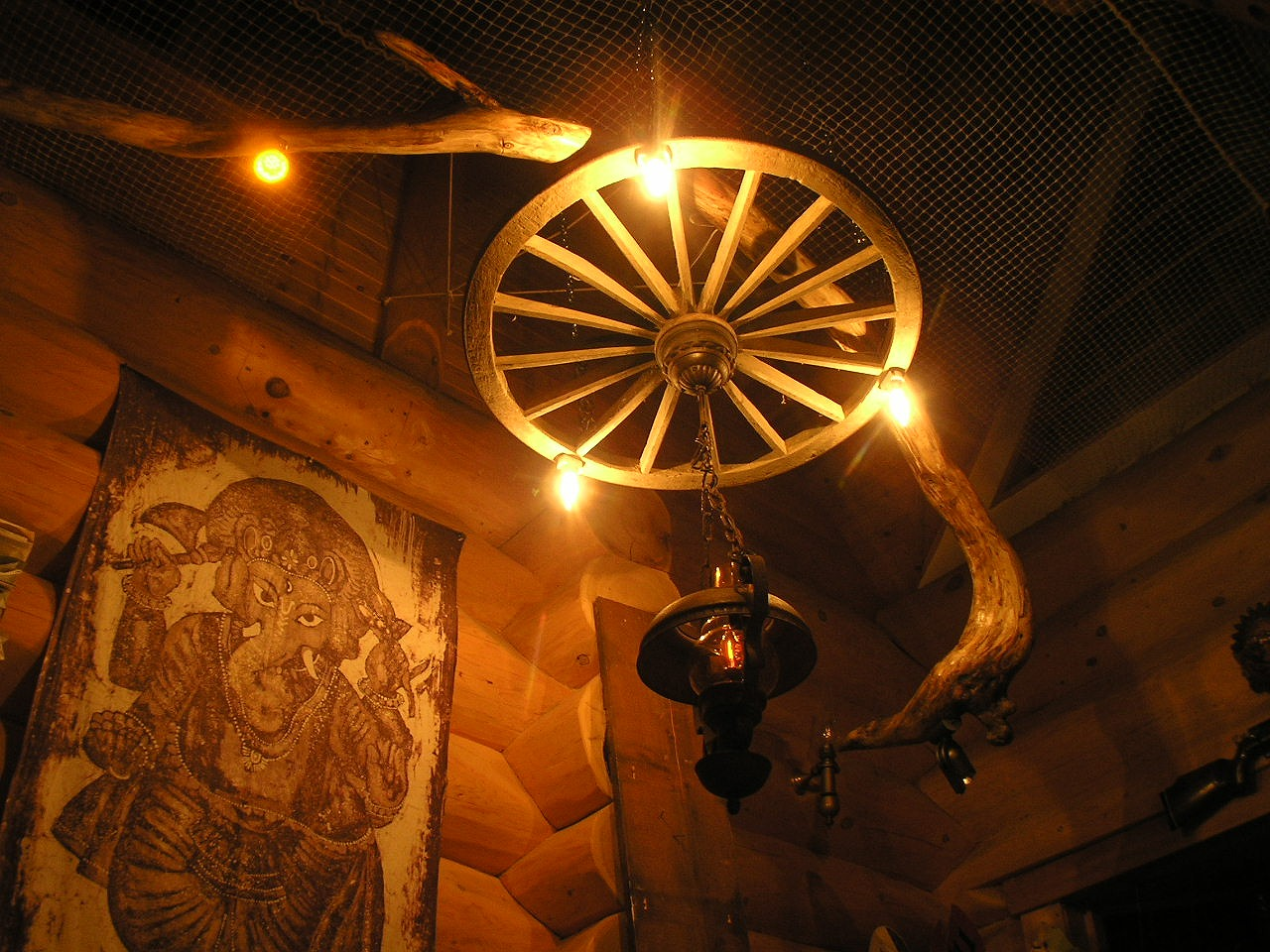
流木と馬車の車輪を使った手作り照明
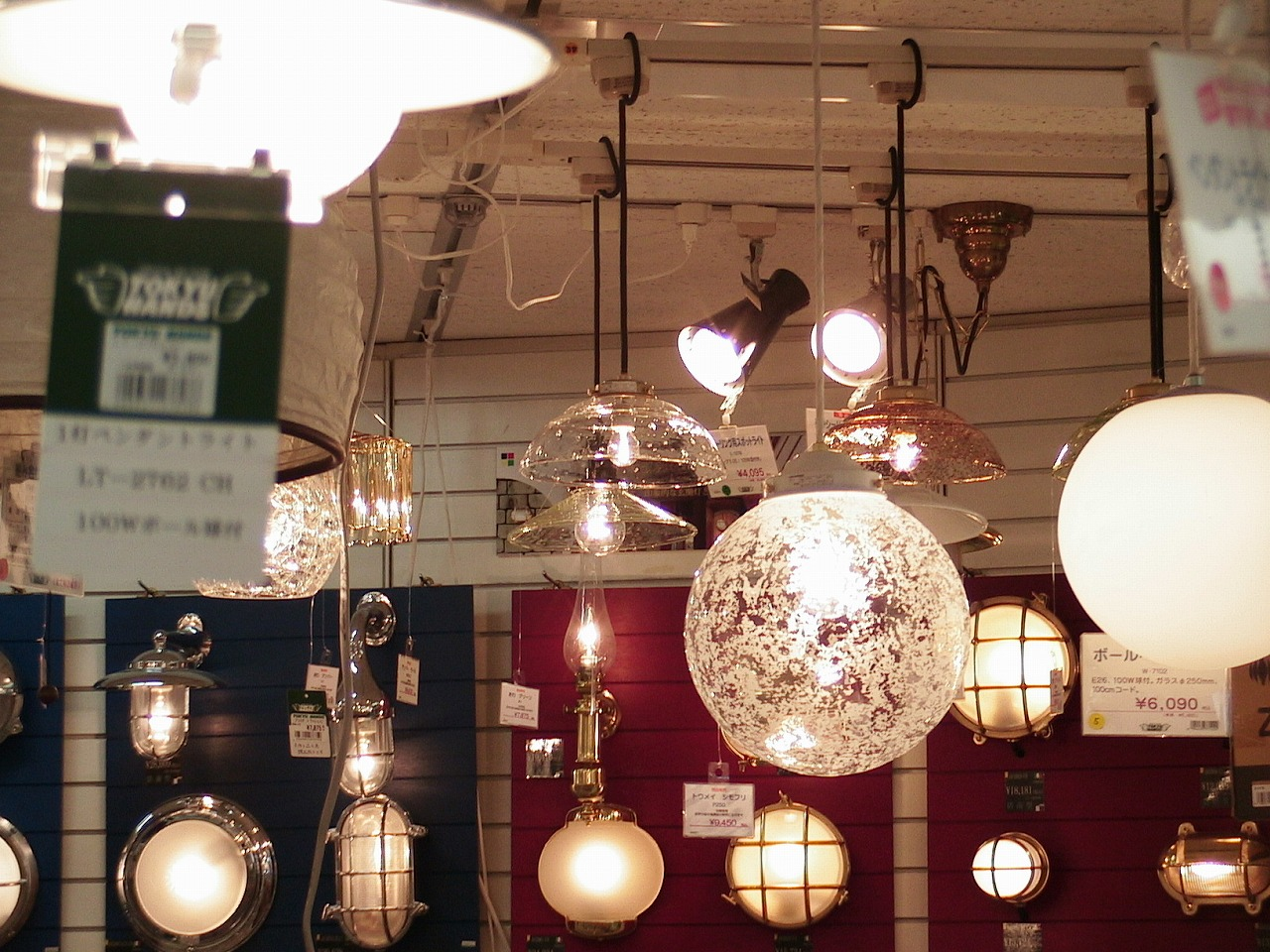
さまざまな照明器具（東急ハンズ三宮店）

## 照明に関する短編映画
照明に関する短編映画が、1960年代及び1970年代に1本ずつ製作されている。
このうち、1960年代に製作されたのは『光の技術』と題された約18分間の短編映画で、松下電器産業（現・パナソニック）の企画の下、東京シネマ（現・東京シネマ新社）により1961年に製作されている。
当映画作品では、光源となる白熱電球や蛍光灯の製造過程を克明に追うと共に、蝋燭から電球そして蛍光灯に至る光源自体の進化のステップを追いかけ、更に新たな光源を追求すべく研究開発の歩みを進める姿もとらえている。
他方、1970年代に製作されたのは『あかり』と題された約30分間の短編映画で、科学技術庁（現・文部科学省ほか）の企画の下、ヨネ・プロダクションにより1976年に製作されている。
この映画では日本における照明の歴史を辿ることにほぼ終始した内容となっているが、弥生時代に発祥したとされる錐揉み式発火法（木と木の摩擦から火を得る手法）や『古事記』にも記録として残る火打石を使った発火法について実演を交えて紹介したり、飛鳥時代の仏教伝来と共にもたらされた灯籠から始まり室内用灯台、行灯、石油ランプと現代に至るまでに進化していった照明具を実物を交えて紹介している。
以上2本の短編映画は、いずれも科学映像館（NPO法人・科学映像館を支える会）Webサイト内において無料公開されている。

## 照明と学習
学習には、照明が重要な役割を担っている。高い天井は創造性を高め、明るい照明は脳の活性化につながる。